# 流星之吻
《流星之吻》（日语：キスの流星）是No3b的第3張單曲，於2009年11月25日發售。

## 概要
- 到前作《種子》為止存在於樂曲裏面的口白部份，在這次的作品中並沒有安排。

## 收錄曲
全形態共通
1. 流星之吻
（作詞：秋元康　作曲：ムラマツテツヤ　編曲：野中雄一 ギター演奏：堀崎翔　コーラス：小嶋陽菜）
TBS系電視《ランク王国》12月度・1月度主題曲
2. 巴士站
（作詞：秋元康　作曲：田中明仁　編曲：野中雄一　ギター演奏：堀崎翔）
3. 流星之吻 -Instrumental-
4. 巴士站 -Instrumental-

### DVD
初回限定盤付屬
- 初回限定盤A（ESCL-3321・2）

1. 流星之吻 Music Video
2. 流星之吻 PV撮影風景
3. 流星之吻 カラオケ練習用映像

- 初回限定盤B（ESCL-3323・4）

1. 流星之吻 Music Video
2. 流星之吻 ジャケット撮影風景
3. 流星之吻 カラオケ練習用映像

- 初回限定盤C（ESCL-3325・6）

1. 流星之吻 Music Video
2. 流星之吻 レコーディング風景
3. 流星之吻 カラオケ練習用映像

## 外部連結
- no3b官方網站 （页面存档备份，存于）